# Club Balonmano Nava
El Club Balonmano Nava es un club de balonmano español de la localidad segoviana de Nava de la Asunción que fue fundado en 1976 y juega en la Liga ASOBAL.

## Plantilla 2024-25
|  | Porteros - 01 Luis de Vega - 29 Yeray Lamariano - 30 Dzmitry Patotski - 97 Mateus Buda Extremos izquierdos - 09 Daniel Pérez - 24 Óscar Marugán Extremos derechos - 10 Lautaro Robledo - 13 Francisco Ahumada Pívots - 17 Gonzalo Carró - 33 Gedeón Guardiola - 99 Pablo Herranz | Laterales izquierdos - 08 Alfredo Otero - 20 Adrián Nolasco - 77 Nicolás Bonanno Centrales - 06 Borja Méndez - 11 Mario Nevado - 19 Alexander Tioumentsev Laterales derechos - 07 Isaías Guardiola - 66 Luisfe Jiménez |

### Cuerpo técnico
- Entrenador: Álvaro Senovilla
- Ayte. Entrenador: Carlos Villagrán
- Preparador físico: Daniel Gutiérrez
- Fisioterapeuta: Virginia Virseda
- Médico: Miguel Ángel Madrigal
- Médico: Carlos Navarro
- Nutricionista: Héctor Cano

## Historia

### Segunda Nacional
Club que ha militado en su mayor parte en la Segunda división de Castilla y León, consiguiendo un subcampeonato y en el año 2009 se alzó con el título lo que le dio acceso a participar en la Fase de Ascenso, celebrada en Nava de la Asunción del 1 al 3 de mayo contra los equipos de La Salle Maravillas, de Madrid, Santa Fe, de Granada y Beatriz Hoteles Amibal, de Toledo, ganando dicha fase y logrando el ascenso automático a la siguiente categoría.

### Primera Nacional
En su primera temporada en Primera División Nacional (2009-10) entrenados por Álvaro Senovilla alcanzó el subcampeonato y otorgándole la participación en una nueva Fase de ascenso, esta para acceder a la categoría de Plata del Balonmano Nacional, la cual se jugó en Badajoz frente al anfitrión, el Pines Balonmano Badajoz, Mecalia Atlético Novas (O Rosal, Pontevedra) y Sant Martí Adrianenc (Sant Adriá de Besós, Barcelona) encuadrados en el Grupo A, quedando en última posición. 
En la siguiente temporada Nava fue encuadrada en el Grupo B, volviendo a conseguir el segundo puesto y participando por segundo año en una Fase de Ascenso. En esta ocasión el Club Balonmano Nava lograría ser el organizador de dicho evento, siendo sede el Pabellón Pedro Delgado (El Perico) en Segovia y participando en dicha fase los equipos de Institut Balmes UE Sarriá del Ter (Gerona), Calvo Xiria (Carballo - La Coruña) y Ángel Ximénez Puente Genil (Puente Genil - Córdoba). De nuevo Nava se queda a las puertas de la Fase Final, acabando en tercera posición, pero se demostró la capacidad organizativa que tiene este Club. Finalizada la temporada se anuncia la marcha de Álvaro Senovilla, llegando al banquillo el también vallisoletano Nacho González, quedando el equipo encuadrado en el Grupo D de la Primera Nacional.
La 2010-11 fue un duelo constante entre PAN Moguer y Viveros Herol Balonmano Nava, llegando a la penúltima jornada empatados a puntos y jugándose en el Frontón Municipal de Nava de la Asunción uno de los encuentros que nunca se olvidarán en el municipio, lleno absoluto y ambiente festivo comandado por el Frente Navaverde, desplegando un tifo de 200 m² sobre la grada del municipal, todo para intentar conseguir una victoria por 8 goles que haría campeón automático a Nava. El resultado final fue de 29-24, consiguiendo de nuevo la segunda plaza y pase a la Fase previa de Ascenso a la División de Honor Plata, la cual como en la anterior temporada se jugaría en Segovia. Como el partido ante Moguer, uno de los partidos que se jugaron en la Fase de Ascenso se recordará como el más dura en la historia del Club, a falta de 6 segundos Nava tenía el pase matemático a la siguiente ronda, empatando frente a Balonmano La Roca, pero un descuido de la defensa facilitó el gol del equipo catalán lo que apeaba al equipo de pasar de ronda, acabando último del grupo. Esto fue un duro golpe, pero la afición demostró de lo que es capaz, permaneciendo más de 20' animando al equipo pese a ser eliminados. 
En la nueva temporada no se consiguió el pase para intentar el ascenso, quedando tercero de su grupo. 
La temporada 2013-14 fue la de un nuevo hito en la historia del Club, llegó como entrenador Raúl Álvarez y junto al equipo quedó segundo del grupo lo que de nuevo y por cuarta vez le daba acceso a jugar la Fase Final de Ascenso (se reestructuró los grupos de la categoría - 6 - y se hicieron 3 fases de ascenso en la cual los ganadores subirían de categoría). En esta ocasión fue en O'Rosal, acudiendo con menos presión lo que ayudó a que se ganaran los tres encuentros frente a Balonmano Safa de Madrid (22-19), al anfitrión Atlético Novas de O'Rosal - Pontevedra (26-22) y a los maños de Dominicos de Zaragoza (29-33), a dicha evento acudieron más de 300 aficionados naveros, que festejaron el ascenso y volvieron a vivir una fiesta del balonmano junto a la afición de Novas con la que se hermanaron en Badajoz.
En la temporada 2013/14 consiguieron el ascenso a División de Honor Plata.

### División de Honor Plata
En la primera participación en la categoría se convierten en el equipo revelación alcanzando la Fase de ascenso en el último partido jugado en el Frontón Municipal de Nava de la Asunción frente al GO FIT BM Sinfín, ganando 35-22, ocupando la sexta posición (última de acceso a jugar por una plaza en Asobal ya que el F.C Barcelona B ocupó la tercera posición). Dicha fase se jugó el 30 y 31 de mayo en el Pabellón Municipal de la Albericia de Santander. Viveros Herol Balonmano Nava se enfrentó al anfitrión 15 días después del partido celebrado en Nava de la Asunción, perdiendo en esta ocasión por 32-22 y acabando con las opciones de jugar la Final. De nuevo la afición acudió hasta la capital cántabra en masa para celebrar un nuevo hito. El día 31 se jugó el partido de consolación ante Bidasoa Irún, perdiendo 20-27, descantando nuevamente el ambiente del partido, siendo una fiesta con ambas aficiones animándose simultáneamente. En esta temporada la Real Federación Española de Balonmano entregó en Ciudad Real el premio a la mejor afición.
La 2015/16 fue una temporada más dura, ya no era un equipo recién ascendido y los equipos conocían la forma luchadora de jugar de Nava, se alcanzó la duodécima posición con 21 puntos ganando 9 partidos, empantando 3 y perdiendo 18.
Un año después comenzó una de las temporadas más duras y sufridas, la 2016/17 finalizó en la decimotercera posición con 25 puntos y consiguiendo la salvación en la penúltima jornada, ganando a Procoaf Gijón 27-29 y superando en 4 puntos a Caja Sur Córdoba de Balonmano, quedando solo 2 por disputar.
En la temporada 2017/18 llegó a Nava Daniel Gordo como fichaje estrella, apostando por un entrenador con mucha experiencia. A falta de 4 jorndas y con el equipo en la tercera posición certificaba matemáticamente su clasificación para una nueva Fase de Ascenso, segunda para intentar asaltar la máxima categoría, solo faltaba saber donde se jugaría. Ha falta de un partido se alcanzan la segunda posición, teniendo en la última jornada que realizar el mismo resultado que su perseguidor el Conservas Alsur Los Dolmenes. Ese último partido Viveros Herol Balonmano Nava gana a Club Handbol Bordils 27-21 y Los Dolmenes de Antequera pierde ante Aranda 31-28 manteniendo la segunda posición en la liga y dándole el derecho a solicitar la organización del evento. El club hace efectivo ese derecho y organiza la Fase de Ascenso a Asobal, de nuevo eligen Segovia, dado que el Frontón Municipal de Nava de la Asunción no reúne las exigencias requeridas por la televisión para la emisión del evento en por Teledeporte y jugaron la fase de ascenso a la Liga Asobal donde cayeron en la final frente al BM Sinfín. Al año siguiente a falta de tres jornadas se proclamaron campeones de la División de Honor Plata 2018/19.

### Liga Asobal
El primer año en la liga ASOBAL, entrenado por Dani Gordo fue un hecho histórico, Balonmano Nava es el Club de municipio de Europa más pequeño en la Categoría Superior de un deporte Olímpico. 
La temporada fue suspendida a falta de 11 jornadas por la pandemia del COVID-19, haciéndose efectivo el 4 de mayo de 2020 la Comisión Delegada de la Federación Española de balonmano, el órgano transversal que incluye a entrenadores, jugadores, árbitros, clubes, territoriales y la propia Federación, acordó finalizar dicho campeonato sin descenso pero con ascensos, lo que provocó que el en la temporada 2020-21 de nuevo el Club participe en esta categoría, ocupando el 9.º puesto con 14 puntos.
Esto no puede empañar la gran temporada que efectuaron los naveros, que junto a su afición han dado mucho que hablar durante los partidos que se han disputado. La temporada se inició de manera espectacular, con 3 empates y una victoria en las 4 primeras jornadas, perdiendo su primer partido en casa frente al Club Balonmano Ciudad de Logroño entrenado por el navero Miguel Ángel Velasco.
Tras 9 jornadas, el pueblo de Nava de la Asunción se preparaba para recibir en el Pabellón Guerreros Naveros al mejor club de la historia el Fútbol Club Barcelona (balonmano), con 8 puntos en el casillero, 2 victorias, 4 empates y 3 derrotas, la afición lleno el pabellón el miércoles 12 de noviembre. El partido duró 10', hasta que los visitantes decidieron cambiar de marcha y abrir una brecha de 7 goles en el minutos 20. Pese al resultado la afición no dejó de animar y celebrar el premio que les habían dado los jugadores naveros por conseguir el ascenso a esta categoría. El resultado final 24-39, acercándose al completo el Fútbol Club Barcelona hasta los aficionados para agradecer el ambiente vivido en el pabellón. Palabras del entrenador del Barça Xavier Pascual Fuertes, “Es una gozada jugar en un ambientazo así” 
La segunda temporada comenzó con la gran incertidumbre por la situación en la que se encontraba el país, la liga estaba compuesta por 18 equipos debido a que se ejecutaron ascensos pero no sé descendió a nadie en la temporada 19/20, dos más de lo habitual, provocando que al finalizar serían las 4 últimas plazas las que penalizaran con el descenso directo a los clubs que las ocuparan.
Al mando del equipo se encontraba Diego Dorado, que vino desde el Ademar León donde trabajaba como segundo entrenador, empezó la liga y el equipo no tenía una continuidad ni ofrecía un juego convincente, consiguiendo 6 puntos de 28 posibles y recibiendo un correctivo (21-30) en casa ante uno de los equipos ascendidos y rival directo, el Club Balonmano Villa de Aranda, después de ese encuentro fue cesado el entrenador Diego Dorado. 
A finales de diciembre de 2020 fue anunciado como técnico Zupo Equisoain con el objetivo de mantener la categoría un año más. En sus dos primeros partidos como entrandor consiguieron la victoria ante el BM Sinfín (25-35) y un empate ante el Club Balonmano Granollers (32-32). 
Al final, el equipo se salvó en la última jornada tras la victoria ante el BM Anaitasuna (28-24). En este último partido se hizo un homenaje a Darío Ajo, Álvaro Rodrigues, Andrés Alonso y Yeray Lamariano que dejaban el club tras muchos años defendiendo la camiseta navera.
La temporada 2021-22 empezó de forma espectacular, llegando al invierno rondando las posiciones europeas, pero en la segunda vuelta, tras lesiones y una mala dinámica se fueron perdiendo oportunidades de sellar la permanencia, lo que provocó en la última jornada, otra vez contra el BM Anaitasuna (28-36), el descenso de categoría.